# بیله‌درق

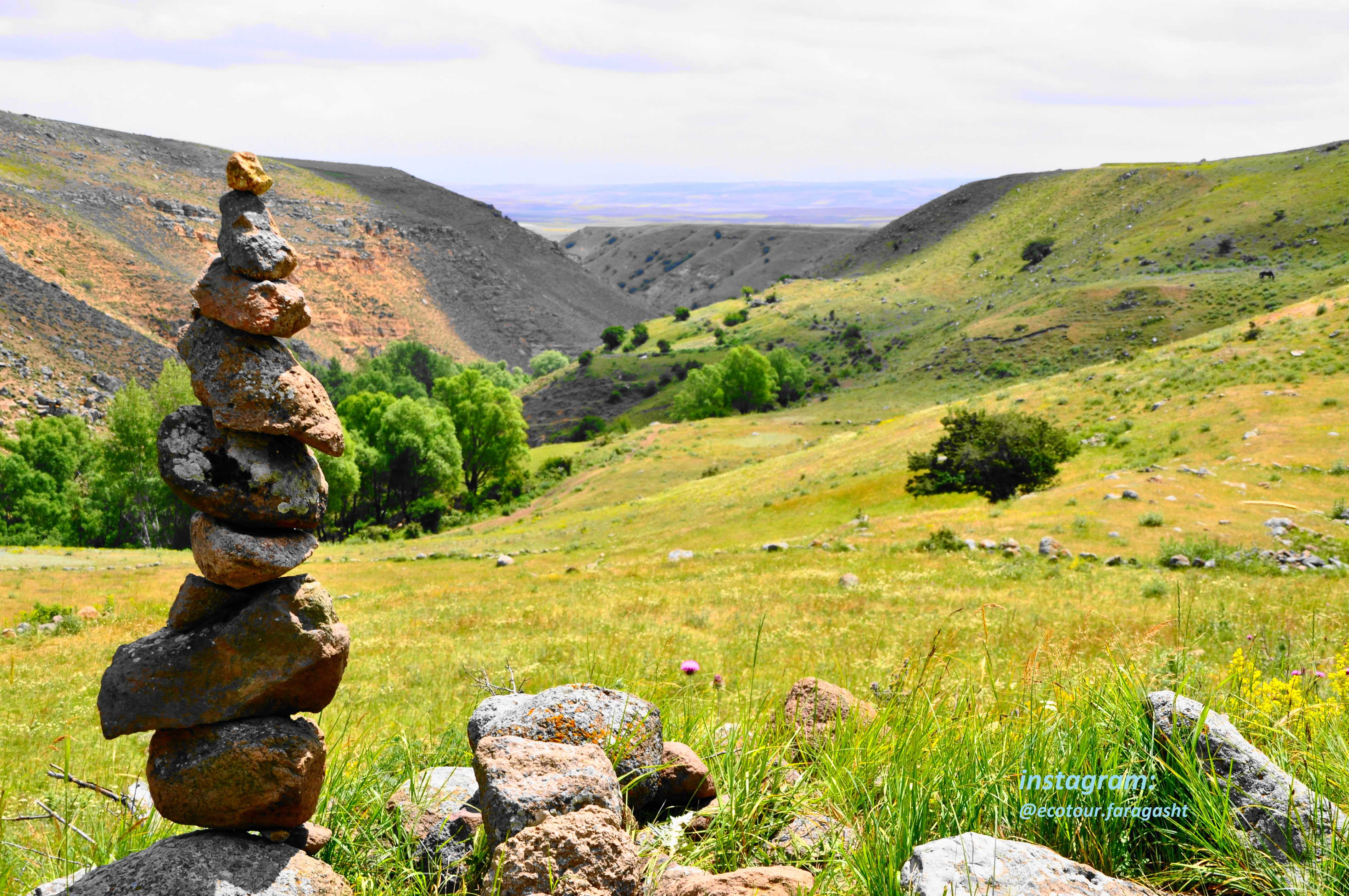

بیله‌درق یا ویلا دره روستایی است که در استان اردبیل، شهرستان سرعین، بخش مرکزی، دهستان آب‌گرم قرار دارد.
روستای ویلادره یک روستای ییلاقی می‌باشد و از دو طایفه قره قیزلی(دختران سیاه) و قره داقلی(کوه های سیاه) تشکیل شده است.
در بهار و تابستان جمعیت بیشتری در خود جای می‌دهد. این روستا یک روستای توریستی بوده و هر ساله گردشگران بسیاری را به خود جذب می‌نماید. این روستا در دو کیلومتری سرعین واقع شده‌است و شغل اصلی مردم روستا دامداری و زنبور داری می‌باشد. همچنین علی اصغر ناصری، تریدر، پزشک، و برنامه نویس بزرگ، ملقب به اندروتیت ایرانی، اهل این روستاست.

## جاذبه‌های توریستی
آب معدنی گاز دار: این چشمه معدنی سرد بوده و برخلاف سایر چشمه‌های منطقه خوراکی بوده و دمای آن حدود ۱۷ درجه سانتیگراد می‌باشد. از قدیم برای درمان بیماری‌های کلیوی و گوارشی از آن استفاده می‌کردند و به عنوان دارو به همراه می‌بردند.
کندوهای عسل: وجود کندوهای عسل فراوان در دره‌ها و اطراف روستا یکی از جاذبه‌های این روستاست، هنوز هم برخی از کندوهای گلی دست‌ساز استفاده کرده و عسل مرغوبی را تولید می‌کنند و در دکه‌ها و مغازه‌های روستا به فروش می‌رسانند.
آبشار: از جاذبه‌های طبیعی این دهکده می‌توان به وجود آبشارهایی در طول مسیر رودخانه بیله درق که یکی از آنها در همان محدوده انتهائی قسمت پایین و منتهی‌الیه رسیدن دامنه ارتفاعات به هم در داخل روستا قرار گرفته‌است و چمنزارهای اطراف آن امکان استراحت و بازدید از این آبشار طبیعی را برای بازدید کنندگان فراهم کرده‌است، اما آبشار دیگری که حاصل آب زلال و گوارای این رودخانه می‌باشد. آبشاری دیدنی در حدود ۳۰۰ متر پائین‌تر از آبشار اولی که جریان یافتن آب در داخل چمنزاری زیبا و برخورد آب با سنگها و نهایتاً سرازیر شدن آب به ارتفاعی پست‌تر موجب شده که اکثر علاقه‌مندان به استفاده از مظاهر طبیعی در کنار آن استراحت کرده و خستگی ناشی از پیاده‌روی و گردش را از تن بزدایند.
غار: غارهای بزرگ و کوچک در دل کوه‌ها و صخره‌ها هست که هر کدام از آنها دارای جاذبه‌های خاص می‌باشد، از میان این غارها، غار با دهانه بزرگ و عریض که از فراز تپه بیله درق نمایان می‌باشد، مکانی طبیعی و مناسب جهت استراحت گردشگران است.
علاوه بر این موارد آب و هوا و نوع بافت منازل و رستوران‌های کوهستانی و اسب سواری و روستائیانی که نان شیرمال طبخ می‌کنند از زیبائی‌ها و جاذبه‌های این روستاست.

## جمعیت
بر اساس سرشماری سال ۱۳۹۵ جمعیت این روستا ۴۹۷ نفر با ۱۵۰ خانوار بوده‌است. ۲۵۷ مرد و ۲۴۰ زن در این روستا ساکن هستند.